# Regió de Four Corners

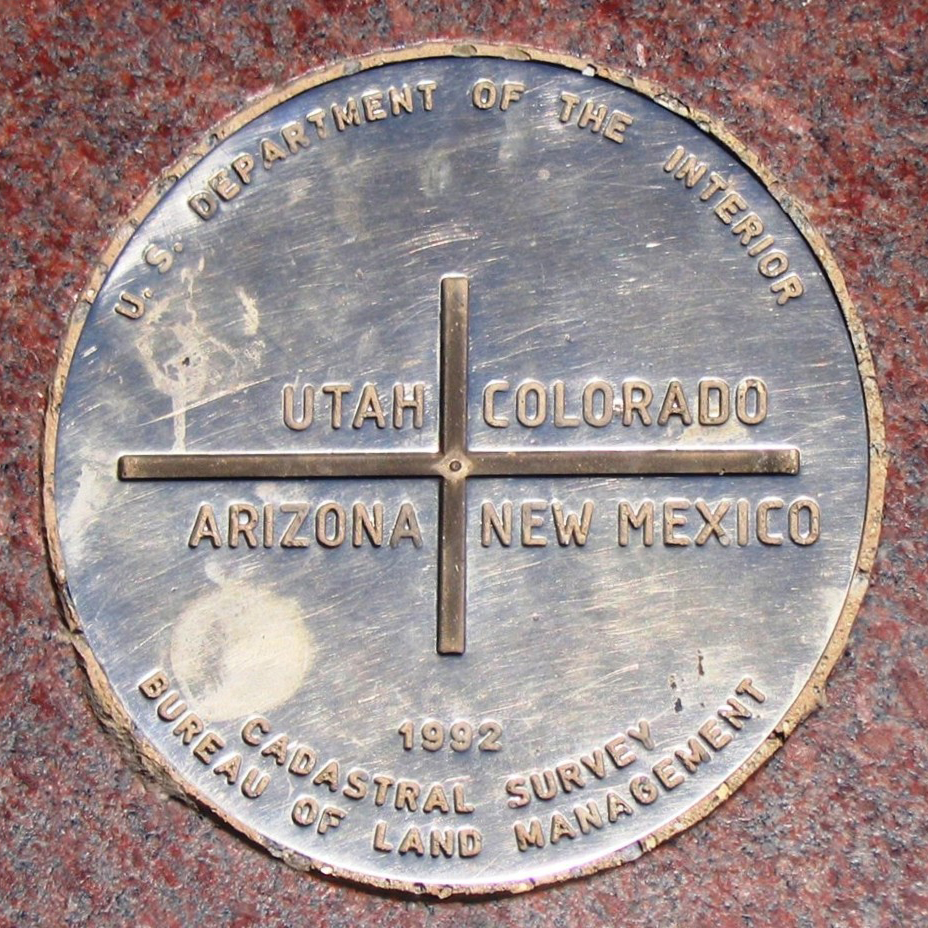
La marca exacta del punt Four Corners (agost de 2005)

La regió de Four Corners és senyalada en vermell en aquest mapa

La regió de Four Corners («quatre cantonades») és una regió a l'oest dels Estats Units que té la singularitat de ser l'únic lloc del país on es toquen quatre estats (fet que li dona nom). En sentit horari des del nord-oest, aquests són Utah, Colorado, Nou Mèxic i Arizona. Les coordenades del punt exacte de les quatre cantonades són 36° 59′ 56″ N, 109° 02′ 43″ W. És també en terres de la nació Navaho i utes (aquests darrers tenen una reserva a la cantonada de Colorado). Malgrat la seva situació remota, és una destinació turística popular, i ja des de 1912 té una fita, substituïda el 1992 per una placa de granit amb un disc de bronze marcant el punt, envoltat dels escuts i banderes dels estats respectius.